# 韩家宝
韩家宝（1990年4月16日—），大连人，足球运动员。司职前卫。

## 职业生涯
2006年，16岁的韩家宝代表毅腾队参加中乙联赛幚助球队升级后，踢了两年中甲联赛后隨毅腾队降级，2010年未能幚助球队在中乙联赛升级。
2011年，韩家宝因试训表现出色，从大连毅腾转会至中超球队大连实德。只代表大连实德在中超联赛出場一次。
2012年初，媒体又披露刚刚加盟一年的韩家宝将以永久转会的方式离队。韩家宝被挂牌之后，随哈尔滨毅腾队训练了一段时期，并去福建骏豪和河北中基试训。最终韩家宝还是出现在了大连实德2012年的名单当中。不过，韩家宝最后被租借到乙級联赛球队河北中基。赛季末，大连实德退出足坛，韩家宝加盟新球队青岛海牛。